# Deuteronilus Colles
Deuteronilus Colles és un grup de turons del quadrangle Ismenius Lacus de Mart, situat amb les coordenades planetocèntriques a 42.38 ° latitud N i 22.31 ° longitud E. Té 59.01 km de diàmetre i va rebre el nom d'un tret albedo. El nom va ser aprovat per la UAI l'any 1982. El terme "Colles" és utilitzat per turons petits o knobs.